# Charles Boyle, III visconte Dungarvan
Charles Boyle, III visconte Dungarvan (Londra, 12 dicembre 1639 – Londesborough, 12 ottobre 1694), è stato un nobile e politico inglese.

## Biografia
Era il figlio di Richard Boyle, I conte di Burlington, e di sua moglie, Elizabeth Clifford, baronessa Clifford. Era designato con il titolo di cortesia di Visconte Dungarvan fin dalla nascita. 

## Carriera
Nel 1663 entrò nella Camera dei Lords irlandese. Fu deputato Tamworth (1670-1679), per la Camera dei Comuni britannica, e poi per Yorkshire (1679-1682). Nel 1689, fu chiamato alla Camera dei Lords per la baronia di Clifford.
Alla morte della madre nel 1691, ereditò la baronia di Clifford.

## Matrimoni

### Primo Matrimonio
Sposò, il 7 maggio 1661, Lady Jane Seymour (1637-1679), figlia di William Seymour, II duca di Somerset. Ebbero cinque figli:
- Lady Elizabeth (1662-1703), sposò James Barry, IV conte di Barrymore, ebbero un figlio;
- Lady Mary (1664-1709), sposò James Douglas, II duca di Queensberry, ebbero due figli;
- Charles Boyle, II conte di Burlington (1669-1704);
- Henry Boyle, I barone Carleton (1669-1725);
- Lady Arabella (1671-1750), sposò Henry Petty, I conte di Shelburne, ebbero una figlia.

### Secondo Matrimonio
Sposò, il 12 maggio 1688, Lady Arethusa Berkeley (1664-1743), figlia di George Berkeley, I conte di Berkeley. Ebbero una figlia:
- Arethusa (1688-?), sposò James Vernon, ebbero un figlio, Francis.

## Morte
Morì il 12 ottobre 1694 a Londesborough.
| Controllo di autorità | VIAF (EN) 108111901 · ISNI (EN) 0000 0000 7762 834X · LCCN (EN) no2010050885 |